# Henryk IX Waldeck-Wildungen
Graf Henryk IX. Waldeck-Wildungen (ur. 10 grudnia 1531, zm. 3 października 1577 w Werbe) – był czwartym synem hrabiego Filipa IV (1493-1574) i jego pierwszej żony Małgorzaty von Ostfriesland (1500-1537). Był najkrócej panującym hrabią Waldeck (panował tylko 4 miesiące). 
7 czerwca 1577 umarł bezdzietny Daniel (ur. 1530, zm. 7 czerwca 1577) hrabia Waldeck-Wildungen brat Henryka. Chociaż był siódmym panującym hrabią o imieniu Henryk to ponieważ z domu Waldeck pochodził protoplasta rodu Henryk von Waldeck, z szacunku dla niego nowy hrabia przyjął imię Henryk IX. 
Henryk ożenił się w dniu 19 grudnia 1563 w Korbach z Anną von Viermund zu Nordenbeck (ur. 1538, zm. 17 kwietnia 1599 w Zamku Nordenbeck). Małżeństwo to było bezdzietne. 
Jego następcą na tronie hrabiowskim Waldeck-Wildungen był jego bratanek, Günther Waldeck-Wildungen (ur. 29 maja 1557, † 23 maja 1585), syn jego zmarłego w 1570 roku brata Samuela von Waldeck. 